# Сельсоветы Ненецкого автономного округа
Ненецкий автономный округ после распада СССР сохранил систему сельсоветов.
До 2005—2006 годов сельсоветы являлись административно-территориальными единицами и муниципальными образованиями окружного подчинения в связи с тем, что районы на территории Ненецкого автономного округа были упразднены к концу 1950-х годов.
В 2005—2006 годах в результате муниципальной и соответствующей административной реформы сельсоветы вошли в состав новообразованного Заполярного муниципального и административного района в качестве муниципальных образований (сельских поселений) и соответствующих административно-территориальных единиц.
Границы и состав сельсоветов как сельских поселений и как административно-территориальных единиц совпадают.
В общей сложности на территории Ненецкого автономного округа 17 сельсоветов.

## Список сельсоветов
| №  | Сельсовет         | Исторические варианты названия | Комментарий                                                         |
| -- | ----------------- | ------------------------------ | ------------------------------------------------------------------- |
| 1  | Андегский         |                                | 2009: упразднена д. Нарыга                                          |
| 2  | Великовисочный    | Височный сельсовет             |                                                                     |
| 3  | Канинский         | Несский сельсовет              |                                                                     |
| 4  | Карский           |                                |                                                                     |
| 5  | Колгуевский       | Колгуевский островной совет    |                                                                     |
| 6  | Коткинский        |                                |                                                                     |
| 7  | Малоземельский    | Малоземельский тундровый совет |                                                                     |
| 8  | Омский            |                                |                                                                     |
| 9  | Пешский           | до 2015: Пёшский сельсовет     |                                                                     |
| 10 | Приморско-Куйский | Куйский сельсовет              | 2000: присоединена д. Чёрная упразднённого Варандейского сельсовета |
| 11 | Пустозерский      |                                |                                                                     |
| 12 | Тельвисочный      | Нижне-Печорский сельсовет      |                                                                     |
| 13 | Тиманский         | Индигский сельсовет            |                                                                     |
| 14 | Хорей-Верский     | Хорей-Верский тундровый совет  |                                                                     |
| 15 | Хоседа-Хардский   |                                |                                                                     |
| 16 | Шоинский          | Шоингский сельсовет            |                                                                     |
| 17 | Юшарский          |                                |                                                                     |

### Упразднённые сельсоветы
| № | Сельсовет                       | Административное подчинение на момент упразднения | Год       | Комментарий |
| - | ------------------------------- | ------------------------------------------------- | --------- | --- |
| 1 | Амдерминский                    | Большеземельский район                            | 1936 2015 | 1936: преобразован в поссовет, 1941: рп передан в новообразованный Амдерминский район; 2005: рп Амдерма преобразован в с.н.п., образован Амдерминский сельсовет образован в 2011 году, вторично упразднён в 2015 |
| 2 | Вайгачский, островной совет     | Большеземельский район                            | 1968      | присоединён к Юшарскому сельсовету |
| 3 | Варандейский                    | окружное подчинение                               | 2000      | рп (вахтовый) Варандей закрыт, деревня Ненецкий автономный округ передана в Приморско-Куйский сельсовет |
| 4 | Новоземельский, островной совет | Новая Земля                                       | 1956      | согласно справочнику административного деления Архангельской области в 1939—1945 годах, относился к Ненецкому национальному округу                                                                               |